# Thomas Meunier
Thomas Meunier (sinh ngày 12 tháng 9 năm 1991) là một cầu thủ bóng đá chuyên nghiệp người Bỉ đang chơi ở vị trí hậu vệ phải cho câu lạc bộ Lille tại Ligue 1 và Đội tuyển bóng đá quốc gia Bỉ.

## Sự nghiệp câu lạc bộ

### Virton
Sinh ra tại Sainte-Ode, Bỉ, Meunier thi đấu cho 1 số đội trẻ, đầu tiên là RUS Saint-Ode, RUS Givry và Standard Liège. Anh thi đấu 2 mùa cho Liège trước khi bị giải phóng hợp đồng do chấn thương. Meunier tiết lộ rằng việc bị giải phóng hợp đồng thả đã ảnh hưởng đến anh và đã có lúc anh cân nhắc việc từ bỏ bóng đá trước khi mẹ anh thuyết phục. Trong một lần tập thử tại Virton, Meunier đã gây ấn tượng với ban lãnh đạo câu lạc bộ và sau đó được câu lạc bộ ký hợp đồng.
Meunier bắt đầu chơi chuyên nghiệp cho đội một của Virton vào nửa đầu năm 2009, ra mắt câu lạc bộ trong trận hòa 1-1 trước K.F.C. V.W. Hamme vào ngày 31 tháng 1 năm 2009. Anh ra sân 5 trận khi Virton phải xuống hạng từ Giải hạng hai.
Sau khi thường xuyên có vị trí tại đội một trong mùa giải 2009–10, ra sân 16 lần và ghi 5 bàn trên mọi đấu trường, mùa giải 2010–11 là năm đột phá trong sự nghiệp của anh. Bàn thắng đầu tiên của anh trong mùa giải 2010–11 đến vào ngày 22 tháng 8 năm 2010 khi anh ghi bàn trong chiến thắng 3–0 trước C.S. Visé. Sau đó, anh ghi hai bàn vào ngày 2 tháng 10 năm 2010, trong chiến thắng 4–0 trước RFC Liège, và tiếp đó là ghi một cú đúp khác bảy ngày sau đó vào ngày 9 tháng 10 năm 2010, trong chiến thắng 2-1 trước Sporting Hasselt. Sau đó, anh ghi hai bàn trong hai trận đấu trong các ngày 30 tháng 1 năm 2011 và 6 tháng 2 năm 2011 trước R. Charleroi Couillet Fleurus và KSKL Ternat. Trong suốt mùa giải 2010–11, Meunier nhanh chóng tạo được ấn tượng cho đội bóng khi ra sân 29 lần và ghi 11 bàn trên mọi đấu trường. Từ năm 2009 đến 2011, Meunier ra sân 52 lần và ghi 15 bàn trên mọi đấu trường cho đội một của Virton.

### Club Brugge

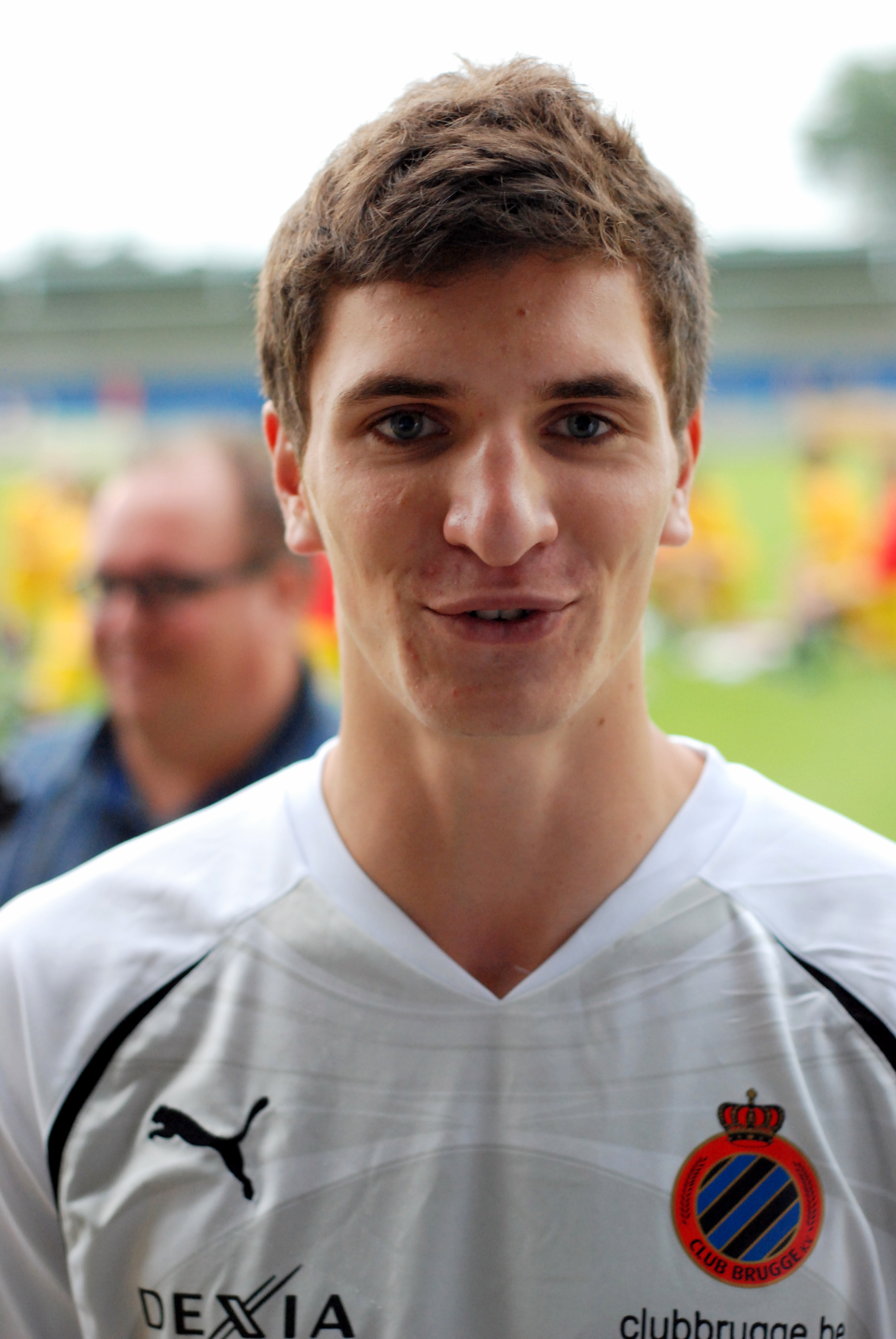
Meunier trong thời điểm thi đấu cho Club Brugge năm 2011

Meunier ký hợp đồng với Brugge với giá trị chuyển nhượng là 200.000 euro, hoàn tất vào kỳ chuyển nhượng mùa hè năm 2011. Vài ngày trước đó, Club Brugge vừa bỏ lỡ vụ chuyển nhượng Dalibor Veselinović và Jelle Van Damme và do đó muốn đảm bảo rằng Meunier sẽ không trở thành cầu thủ thứ ba bị bỏ lỡ. Club Brugge đã hoàn tất thương vụ trước bất kỳ câu lạc bộ Bỉ nào khác (Anderlecht, Standard Liège, Sint-Truiden và Zulte Waregem).
Trước khi mùa giải mới diễn ra, Meunier được trao số áo 19. Vào ngày 31 tháng 7 năm 2011, Club Brugge thi đấu trận đầu tiên của mùa giải 2011–12 với Westerlo trong đó Meunier thi đấu 20 phút cuối. Meunier đã thi đấu khá tốt và ghi được bàn thắng trong thời gian này. Mãi đến ngày 21 tháng 9 năm 2011, anh mới ghi bàn trở lại, trong chiến thắng 3–2 trước Dessel Sport. Sau đó, anh ghi ba bàn sau năm lần ra sân trên mọi đấu trường từ ngày 16 tháng 10 năm 2011 đến ngày 3 tháng 11 năm 2011 trước Gent, Genk và Birmingham City. Kể từ khi ra mắt Club Brugge, Meunier đã khẳng định được vị trí của mình trong đội một, và chơi ở vị trí tiền vệ. Do đó, anh đã ký bản gia hạn hợp đồng với câu lạc bộ đến năm 2016. Bất chấp chấn thương, Meunier đã kết thúc mùa giải đầu tiên tại Club Brugge, ra sân 49 lần và ghi 5 bàn trên mọi đấu trường. Vào cuối mùa giải 2011–12, bàn thắng của Meunier vào lưới Genk đã giúp anh giành vị trí thứ ba cho Bàn thắng đẹp nhất mùa giải.

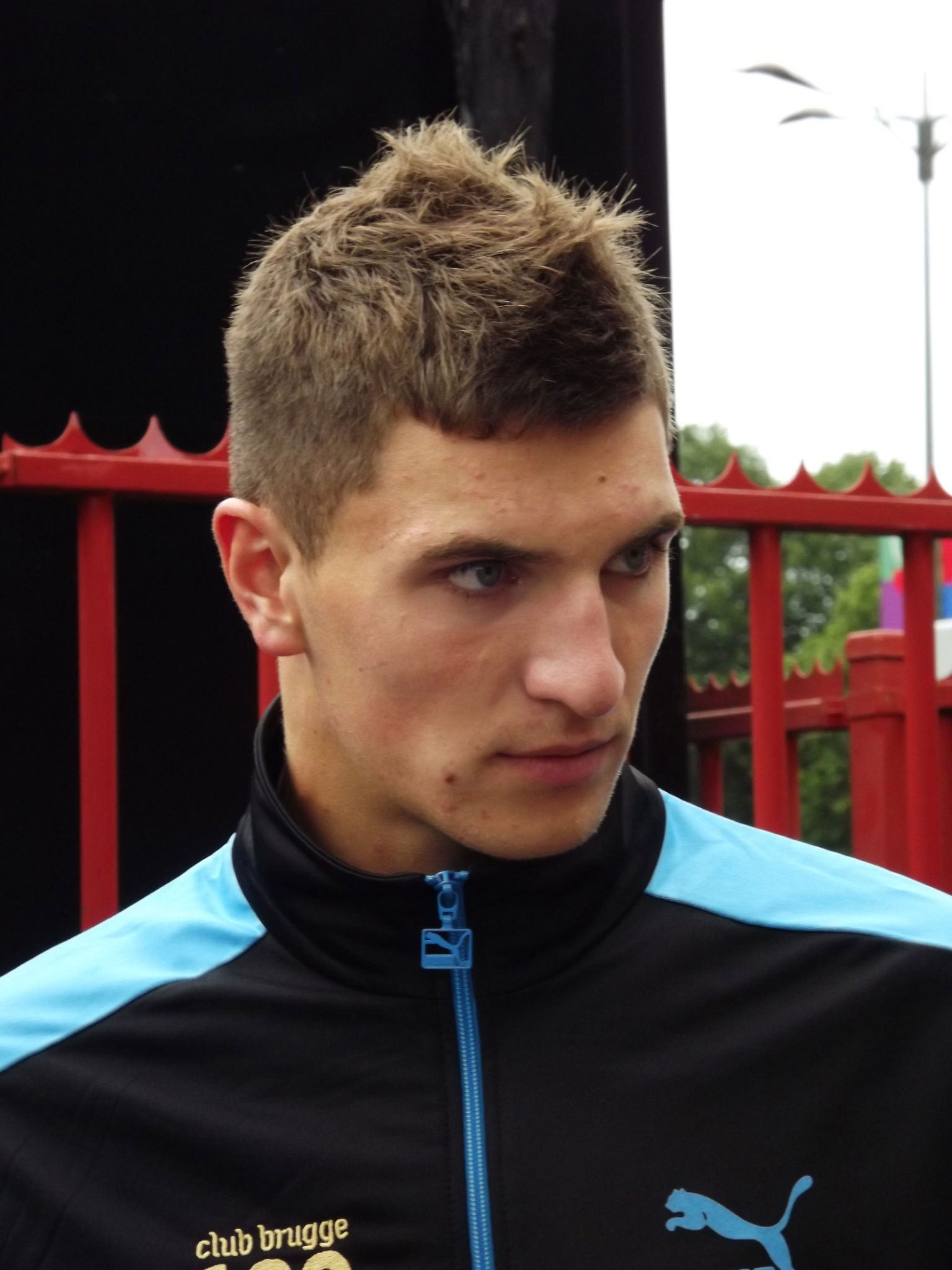
Meunier năm 2012

Vào đầu mùa giải 2012–13, Meunier khởi đầu mùa giải khá tốt khi anh ghi bàn trong bốn trận đấu đầu tiên với Waasland-Beveren, Charleroi, KV Mechelen và Beerschot. Sau trận đấu, Meunier nói về việc ghi bàn thường xuyên: "Mùa giải trước tôi đã ghi ba bàn. Tham vọng của tôi là làm tốt hơn. Nhưng như thế này đã rất tốt rồi." Anh bắt đầu chơi ở vị trí cánh phải. Tuy nhiên, Meunier đã hai lần dính chấn thương khiến anh phải ngồi ngoài cho đến tháng 11. Anh không trở lại cho đến ngày 17 tháng 11 năm 2012, khi vào sân thay người ở hiệp hai trong chiến thắng 6–2 trước Waasland-Beveren. Sau khi trở lại, Meunier bắt đầu chơi ở vị trí hậu vệ phải, điều mà anh cho rằng không có vấn đề gì. Khoảng cuối tháng 1, anh lại dính chấn thương và phải ngồi ngoài cho đến tháng 3. Sau khi trở lại từ chấn thương, Meunier đã giành lại vị trí ở đội một, nơi anh chơi ở vị trí hậu vệ phải trong phần còn lại của mùa giải. Vào cuối mùa giải 2012–13, Meunier ra sân 28 lần và ghi 4 bàn trên mọi đấu trường.
Vào đầu mùa giải 2013–14, Meunier phải ngồi ngoài cho đến tháng 9 sau một ca phẫu thuật chấn thương háng. Kể từ khi trở lại sau chấn thương, Meunier nhanh chóng trở lại đội một, lấy lại vị trí hậu vệ phải xuất phát và giúp đội bóng giữ sạch lưới 4 lần từ ngày 14 tháng 9 năm 2013 đến ngày 5 tháng 10 năm 2013. Màn trình diễn của anh đã thu hút sự chú ý từ đội bóng Bundesliga Wolfsburg nhưng vẫn ở lại câu lạc bộ trong suốt kỳ chuyển nhượng tháng 1. Mãi đến ngày 18 tháng 2 năm 2014, anh mới ghi bàn thắng đầu tiên cho câu lạc bộ, trong chiến thắng 5–2 trước OH Leuven. Sau đó anh ghi hai bàn vào ngày 16 tháng 3 năm 2014, trong chiến thắng 2–0 trước Cercle Brugge. Trong trận thua 0-1 trước Anderlecht vào ngày 4 tháng 5 năm 2014, Meunier đã đá phản lưới nhà, khiến đội thua cuộc mất đi cơ hội vô địch. Mặc dù phải ngồi ngoài sau đó trong mùa giải 2013–14, Meunier đã ra sân 33 lần và ghi ba bàn trên mọi đấu trường. Anh cũng nhận được Giải thưởng giày xanh hai tháng sau đó.
Trong mùa giải 2014–15, Meunier khởi đầu mùa giải tốt khi anh tạo ra pha bóng dẫn đến một trong những bàn thắng trong chiến thắng 2–0 trước Waasland-Beveren. Từ đầu mùa giải, Meunier xuất hiện trong mọi trận đấu ở vị trí hậu vệ phải cho đến khi dính chấn thương vào đầu tháng 12. Vào ngày 22 tháng 11 năm 2014, Meunier ghi bàn thắng đầu tiên trong mùa giải, trong chiến thắng 4–2 trước Waasland-Beveren. Sau khi trở lại sau chấn thương, anh lại ghi bàn vào ngày 14 tháng 12 năm 2014, trong chiến thắng 3–1 trước Standard Liège. In January 2015, Meunier signed a new contract with the club, keeping him until 2019. Ngay sau đó, vào ngày 20 tháng 1 năm 2015, anh lập một hat-trick kiến tạo, trong chiến thắng 3–2 trước KV Mechelen để đưa đội vượt qua vòng bán kết của Beker van België. Meunier dính hai chấn thương vào cuối mùa giải. Tuy nhiên, anh đã chơi từng phút trong trận chung kết Belgian Cup 2015 trước đối thủ R.S.C. Anderlecht, trận đấu kết thúc với chiến thắng 2-1 cho Club Brugge, giúp câu lạc bộ giành chiến thắng đầu tiên tại Belgian Cup kể từ năm 2007. Tại mùa giải 2014–15, Meunier ra sân 46 lần và ghi hai bàn trên mọi đấu trường. Với màn trình diễn của mình, Meunier đã được trao giải Cầu thủ xuất sắc nhất năm.
Trước mùa giải 2015–16, Meunier được cho là sẽ rời Club Brugge và dự kiến sẽ rời câu lạc bộ vào mùa hè. Tuy nhiên, anh bị chấn thương đầu gối khi thi đấu quốc tế và phải nghỉ thi đấu hai tháng. Mãi đến ngày 30 tháng 8 năm 2015, anh mới trở lại đội một sau chấn thương, vào sân thay người muộn, trong chiến thắng 7–1 trước Standard Liège. Sau đó, anh ghi bàn thắng đầu tiên trong mùa giải vào ngày 23 tháng 9 năm 2015, đồng thời tạo ra pha bóng dẫn đến bàn thắng trong chiến thắng 4–0 trước Patro Eisden. Một tuần sau, vào ngày 1 tháng 10 năm 2015, Meunier lại ghi bàn trong  trận thua 3–1 trước Midtjylland tại Europa League. Sau đó, vào ngày 5 tháng 11 năm 2015, anh lại ghi bàn trong chiến dịch UEFA Europa League, trong chiến thắng 1–0 trước Legia Warsaw. Anh là đội trưởng của Club Brugge lần đầu tiên khi dẫn cả đội tới chiến thắng 4–1 trước KV Mechelen vào ngày 30 tháng 11 năm 2015. Sau đó, anh dàn xếp pha bóng dẫn đến hai bàn thắng trong chiến thắng 6–0 trước Westerlo, sau đó lại ghi bàn trong trận thua 3–2 trước Genk. Anh tiếp tục ghi thêm hai bàn thắng vào lưới Genk và Gent vào cuối mùa giải và giúp câu lạc bộ vô địch giải đấu. Mặc dù phải ngồi ngoài hai lần sau đó trong mùa giải 2015–16, Meunier vẫn ra sân 42 lần và ghi sáu bàn.
Trong kỳ chuyển nhượng mùa hè 2016, Meunier là mục tiêu chuyển nhượng của một số câu lạc bộ, trong đó Paris Saint-Germain dẫn đầu cuộc đua ký hợp đồng với anh. Nhưng vào đầu tháng 6, anh đã nói rõ rằng mình sẽ ở lại câu lạc bộ. Bất chấp tuyên bố rằng anh có ý định ở lại Club Brugge, Meunier vẫn tiếp tục là mục tiêu chuyển nhượng.
Khi Meunier gia nhập Club Brugge vào năm 2011, ban đầu anh chơi ở vị trí trung phong hoặc tiền vệ cánh phải trước khi chuyển thành hậu vệ phải bởi huấn luyện viên trưởng Juan Carlos Garrido, Georges Leekens và Michel Preud'homme do thiếu cầu thủ chơi ở vị trí đó vì chấn thương của đồng đội Davy De Fauw và Tom Høgli, và sự ra đi của Carl Hoefkens.

### Paris Saint-Germain
Vào ngày 3 tháng 7 năm 2016, Paris Saint-Germain thông báo rằng Meunier vừa gia nhập PSG theo hợp đồng 4 năm đến ngày 30 tháng 6 năm 2020. Phí chuyển nhượng được cho là 7 triệu euro. Trước khi chuyển đến, Meunier thừa nhận đã nghi ngờ về việc chuyển đến PSG, với lý do có thể có ít thời gian thi đấu ở đó.
Trong trận giao hữu International Champions Cup 2016 với Real Madrid ở Ohio, Meunier đã ghi hai bàn để giúp PSG giành chiến thắng 3–1.

#### Mùa giải 2016–17
Vào ngày 6 tháng 8 năm 2016, Meunier có trận đấu đầu tiên cho PSG khi vào sân thay thế David Luiz ở phút thứ 76 của trận đấu tại 2016 Trophée des Champions. Sau khi không được vào sân thay người trong hai trận đấu đầu tiên của PSG tại mùa giải 2016–17, anh ra mắt câu lạc bộ tại giải VĐQG và chơi 28 phút trong trận thua 3–1 trước AS Monaco vào ngày 28 tháng 8 năm 2016. Meunier phải cạnh tranh với Serge Aurier trong suốt mùa giải để có vị trí xuất phát và do Aurier có màn trình diễn tốt nên Meunier thường xuyên xuất hiện trên băng ghế dự bị.
Sau khi dính chấn thương đầu gối vào cuối tháng 9, Meunier trở lại đội một, xuất phát ở vị trí hậu vệ phải và ghi một bàn thắng trong chiến thắng 2–0 trên sân nhà trước Bordeaux vào ngày 1 tháng 10 năm 2016. Vào ngày 1 tháng 11 năm 2016, Meunier kiến tạo cho Blaise Matuidi ghi bàn thắng mở tỉ số và anh ghi bàn thắng ấn định tỉ số 2-1 bằng một cú vô lê đẹp mắt ở phút 90 trong chiến thắng trên sân khách của PSG trước Basel trong trận đấu ở bảng A UEFA Champions League 2016-17; đó là bàn thắng đầu tiên của Meunier cho PSG. Nhờ màn thể hiện xuất sắc của mình, anh có tên trong Đội hình tiêu biểu của tuần của UEFA.
Vào ngày 21 tháng 12 năm 2016, Meunier ghi bàn thắng đầu tiên tại giải VĐQG trong chiến thắng 5–0 trước Lorient. Tuy nhiên, hai tháng tiếp theo, anh hai lần phải ngồi ngoài vì chấn thương. Mặc dù vậy, Meunier có nhiều thời gian thi đấu hơn trong suốt tháng 1 năm 2017 ở vị trí hậu vệ phải vì Aurier phải chơi cho đội tuyển quốc gia trong trận chung kết của Cúp bóng đá châu Phi 2017. Trong tháng tiếp theo, anh chơi trọn 90 phút và dàn xếp pha bóng ghi bàn của Edinson Cavani, trong chiến thắng 4–0 trước Barcelona ở vòng 16 đội lượt đi UEFA Champions League 2016–17. "Chúng tôi đã chơi một trận đấu hoàn hảo. Mọi người đều thực sự mong đợi điều đó, tôi chưa thấy điều đó ở mùa giải này", anh nói ngay sau trận đấu đó. Tuy nhiên, Meunier mắc lỗi dẫn đến một quả phạt đền và PSG thua 6–1 trước Barcelona ở trận lượt về; do đó, PSG đã bị loại khỏi giải đấu với tổng tỷ số 6–5. "Điều này là không thể chấp nhận được. Chúng tôi phải bắt đầu trận đấu một cách bình tĩnh hơn. Đó là điều mà PSG còn đang thiếu sót. Tìm lời giải thích cho chuyện này thật khó", Meunier nói.
Đến cuối mùa giải 2016–17, Meunier tiếp tục cạnh tranh suất đá chính với Aurier. Anh dính thêm một số chấn thương. Mặc dù anh góp mặt trong cả hai chiến dịch Coupe de la Ligue và Coupe de France, Meunier đã không thi đấu trong cả hai trận chung kết; anh ngồi trên băng ghế dự bị cho trận trước và vắng mặt ở trận sau vì chấn thương. Trong mùa giải 2016–17, anh ra sân 36 lần và ghi hai bàn trên mọi đấu trường.

#### Mùa giải 2017–18
Trong kỳ chuyển nhượng mùa hè năm 2017, Meunier là đối tượng của một yêu cầu chuyển nhượng khi đội bóng Premier League Chelsea cố gắng ký hợp đồng với anh vào ngày cuối cùng của kỳ chuyển nhượng nhưng bị PSG từ chối. Vào đầu mùa giải 2017–18, Meunier chơi trận đấu đầu tiên trong mùa giải ở vị trí hậu vệ phải, trong chiến thắng 2-1 trước AS Monaco ở 2017 Trophée des Champions. Sau khi Aurier chuyển tới Tottenham Hostpur, anh vẫn phải cạnh tranh vị trí hậu vệ phải do sự xuất hiện của Dani Alves.
Là cầu thủ dự bị không được sử dụng trong hai trận đấu trước đó của PSG (gặp Guingamp và Toulouse), Meunier cuối cùng cũng thi đấu trận đầu tiên xuất hiện của giải VĐQG, thay thế Dani Alves và sau đó kiến tạo cho Edinson Cavani trong chiến thắng 3–0 trên sân nhà trước Saint-Étienne vào ngày 25 tháng 8 năm 2017 . Mãi đến ngày 30 tháng 9 năm 2017, anh mới ghi bàn thắng đầu tiên trong mùa giải cho câu lạc bộ, trong chiến thắng 6–2 trên sân nhà trước Bordeaux. Vào ngày 14 tháng 10 năm 2017, Meunier ghi cả hai bàn thắng cho PSG trong một trận đấu khác ở giải VĐQG, trong chiến thắng 2-1 trước Dijon. Trong khoảng thời gian từ cuối tháng 10 đến giữa tháng 12, anh đã chơi hai trận ở giải VĐQG mặc dù dính chấn thương khi chơi cho đội tuyển quốc gia.
Vào ngày 13 tháng 12 năm 2017, Meunier xuất phát ở vị trí hậu vệ phải và kiến tạo hai bàn thắng trong chiến thắng 4–2 trước RC Strasbourg. Một tháng sau, vào ngày 30 tháng 1 năm 2018, Meunier lại ghi bàn trong trận đấu bán kết của Coupe de la Ligue, trong chiến thắng 3-2 trước Stade Rennais. Sau đó, anh ghi bàn thắng thứ tư trong mùa giải, trong chiến thắng 5–0 trước FC Metz vào ngày 10 tháng 3 năm 2018. Vào cuối mùa giải 2017–18, anh lấy lại vị trí hậu vệ phải trong một số trận đấu khi Alves vắng mặt ở đội một vì chấn thương và án treo giò. Vào ngày 8 tháng 5 năm 2018, anh vào sân từ băng ghế dự bị khi PSG thắng 2–0 trước Les Herbiers VF để giành chức vô địch Coupe de France. Meunier cũng giành được chức vô địch đầu tiên tại PSG sau khi đánh bại Monaco vào ngày 15 tháng 4 năm 2018. Vào cuối mùa giải 2017–18, anh ra sân 34 lần và ghi 5 bàn trên mọi đấu trường.

#### Mùa giải 2018–19
Vào ngày 18 tháng 9 năm 2018, Meunier ghi 1 bàn trong trận thua 2–3 trước Liverpool tại vòng bảng UEFA Champions League 2018-19. Vào ngày 6 tháng 3 năm 2019, anh vào sân từ ghế dự bị trong trận thua 1–3 trước Manchester United, và Paris Saint-Germain bị loại khỏi Champions League tại 16 đội vì luật bàn thắng sân nhà - sân khách.

#### Mùa giải 2019–20
Tại vòng bảng 2019–20 UEFA Champions League, anh ghi 1 bàn trong chiến thắng 3–0 trước Real Madrid vào ngày 18 tháng 9 năm 2019. Vào ngày 4 tháng 3 năm 2020, anh chơi trận đấu cuối cùng cho Paris Saint-Germain trong chiến thắng 5–1 trước Lyon tại bán kết 2019–20 Coupe de France .

### Borussia Dortmund
Vào ngày 25 tháng 6 năm 2020, Meunier gia nhập Borussia Dortmund từ PSG theo hợp đồng 4 năm với tư cách là cầu thủ tự do.

### Trabzonspor
Sau khi chấm dứt hợp đồng với Dortmund, Meunier ký hợp đồng với Trabzonspor ở vào ngày 7 tháng 2 năm 2024.

### Lille
Vào ngày 19 tháng 7 năm 2024, câu lạc bộ Pháp Lille thông báo đã ký hợp đồng với Meunier với bản hợp đồng thời hạn hai năm.

## Sự nghiệp đội tuyển quốc gia

### Đội trẻ
Sau khi ra sân cho đội tuyển U15 Bỉ, Meunier được triệu tập vào đội tuyển U21 Bỉ lần đầu tiên vào tháng 2 năm 2011, nhưng không thi đấu trận nào.
Meunier được triệu tập lần thứ hai vào tháng 8 năm 2011 và cuối cùng có trận ra mắt U21 Bỉ vào ngày 9 tháng 8 năm 2011, trong trận thua giao hữu 3–2 trước U21 Thổ Nhĩ Kỳ. Vào ngày 6 tháng 9 năm 2011, anh ghi bàn thắng đầu tiên cho U21, trong Vòng loại Giải vô địch bóng đá U21 châu Âu 2013 trong chiến thắng 4–1 trên sân nhà trước U21 Azerbaijan. Anh đã có 7 lần ra sân (năm trong số đó là ở các trận đấu vòng loại Giải vô địch bóng đá U21 châu Âu năm 2013 của UEFA) và ghi một bàn cho đội U21 Bỉ.

### Đội một

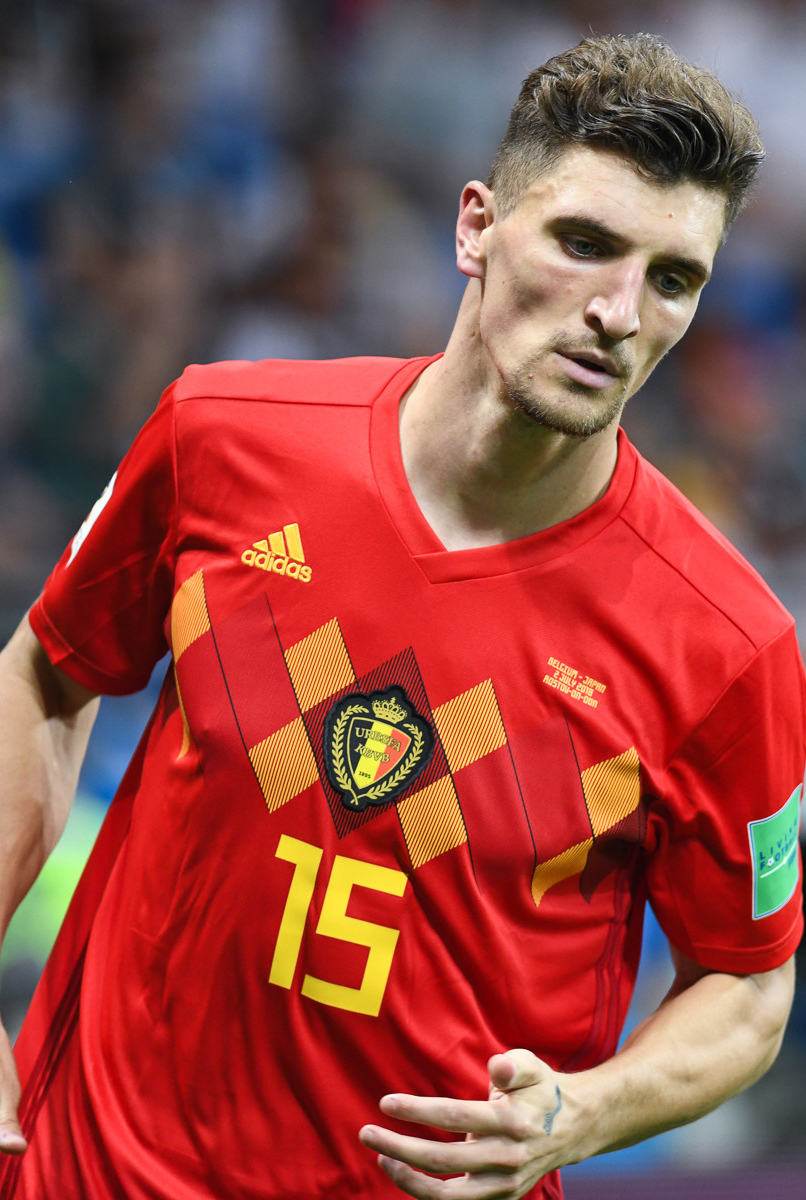
Meunier thi đấu cho Bỉ tại World Cup 2018 ở Nga

Sau khi được triệu tập lên đội tuyển quốc gia lần đầu tiên vào ngày 14 tháng 11 năm 2013, Meunier có trận ra mắt cho Đội tuyển bóng đá quốc gia Bỉ trong trận giao hữu trên sân nhà với Colombia, nhằm chuẩn bị cho World Cup 2014 ở Brazil. Anh cũng vào sân thay người trong hai trận giao hữu nữa, gặp Nhật Bản (thua 2–3) và Iceland (thắng 3–1), nhưng không có tên trong đội hình 23 người cuối cùng của huấn luyện viên Marc Wilmots cho World Cup.
Sau khi bỏ lỡ World Cup, Meunier được triệu tập vào tháng 11 năm 2014 và ra sân lần đầu tiên sau gần một năm, trong chiến thắng 3–1 trước Iceland vào ngày 12 tháng 11 năm 2014.
Sau khi được triệu tập vào đội tuyển tham dự Euro 2016, Meunier đã chơi trọn 90 phút ở vị trí hậu vệ phải tại vòng bảng Euro 2016 và dàn xếp một bàn thắng cho Axel Witsel trong chiến thắng 3–0 trước Cộng hòa Ireland. Anh cũng giúp đội của mình giữ sạch lưới trong 90 phút trong một chiến thắng khác trước Thụy Điển bốn ngày sau đó. Anh cũng đá chính trong trận thắng 4–0 tại vòng 1/8 của Bỉ trước Hungary. Meunier hoàn thành chiến dịch Euro 2016 với 5 lần ra sân cho đội tuyển.
Vào ngày 13 tháng 11 năm 2016, Meunier ghi bàn ở phút thứ 8 trong chiến thắng 8–1 ở Vòng loại World Cup 2018 của Bỉ trước Estonia tại Sân vận động King Baudouin có bàn thắng đầu tiên cho đội tuyển quốc gia. Vào ngày 31 tháng 8 năm 2017, Meunier ghi hat-trick tại 1 giải đấu quốc tế đầu tiên trong sự nghiệp trong trận thắng 9–0 của Bỉ trước Gibraltar, đồng thời anh cũng có bốn pha kiến tạo. Vào ngày 7 tháng 10 năm 2017, anh ghi bàn mở tỷ số trong trận thắng 4–3 của Bỉ trước Bosnia và Herzegovina để kết thúc chiến dịch vòng loại World Cup 2018 với 5 bàn thắng và 7 pha kiến tạo sau 8 trận đấu.
Meunier được lựa chọn vào đội hình 23 người của Bỉ tham dự World Cup 2018. Anh là tiền vệ phải số 1 của Bỉ và chơi trận đầu tiên ở World Cup, trong chiến thắng 3–0 trước Panama ở trận mở màn vòng bảng World Cup 2018. Trong trận đấu tiếp theo với Tunisia vào ngày 23 tháng 6 năm 2018, Meunier đã dàn xếp pha bóng cho bàn thắng thứ 2 của Romelu Lukaku bàn thắng thứ hai với chiến thắng 5–2 để giành quyền vào vòng 16 đội.
 Anh ấy tạo ra pha bóng cho Nacer Chadli ghi bàn ở phút bù giờ trong chiến thắng 3–2 trước Nhật Bản ở vòng 16 đội World Cup 2018. Tuy nhiên, sau chiến thắng 2-1 trước Brazil vào ngày 6 tháng 7 năm 2018, anh nhận thêm một thẻ phạt khác, khiến anh bỏ lỡ trận bán kết. Vào ngày 14 tháng 7 năm 2018, Meunier trở lại sau án treo giò, ghi bàn mở tỷ số trận đấu cho Bỉ trong chiến thắng 2–0 trước Anh tại trận đấu tranh hạng ba, thành tích tốt nhất từ trước đến nay của quốc gia của anh tại World Cup.
Vào ngày 12 tháng 6 năm 2021, Meunier vào sân thay cho Timothy Castagne bị chấn thương chỉ sau 27 phút và ghi bàn thắng thứ hai cho Bỉ ở phút 34 trong chiến thắng 3–0 ở Euro 2020 trước Nga. Khi đó, Meunier trở thành cầu thủ đầu tiên ghi bàn trong hiệp một sau khi vào sân thay người ở UEFA Euro.

## Thống kê sự nghiệp

### Câu lạc bộ
Tính đến ngày 26 tháng 5 năm 2024
| Câu lạc bộ           | Mùa            | Giải                    | Giải | Giải | Cúp quốc gia | Cúp quốc gia | Giải quốc nội | Giải quốc nội | Châu Âu | Châu Âu | Khác | Khác | Tổng | Tổng |
| Câu lạc bộ           | Mùa            | Hạng                    | Trận | Bàn  | Trận         | Bàn          | Trận          | Bàn           | Trận    | Bàn     | Trận | Bàn  | Trận | Bàn  |
| -------------------- | -------------- | ----------------------- | ---- | ---- | ------------ | ------------ | ------------- | ------------- | ------- | ------- | ---- | ---- | ---- | ---- |
| R.E. Virton          | 2008–09        | Belgian Second Division | 5    | 0    | 1            | 0            | —             | —             | —       | —       | —    | —    | 6    | 0    |
| R.E. Virton          | 2009–10        | Belgian Third Division  | 16   | 5    | 1            | 0            | —             | —             | —       | —       | —    | —    | 17   | 5    |
| R.E. Virton          | 2010–11        | Belgian Third Division  | 28   | 10   | 1            | 1            | —             | —             | —       | —       | —    | —    | 29   | 11   |
| R.E. Virton          | Tổng           | Tổng                    | 49   | 15   | 3            | 1            | —             | —             | —       | —       | —    | —    | 52   | 16   |
| Club Brugge          | 2011–12        | Belgian Pro League      | 35   | 3    | 2            | 1            | —             | —             | 12      | 1       | —    | —    | 49   | 5    |
| Club Brugge          | 2012–13        | Belgian Pro League      | 21   | 4    | 1            | 0            | —             | —             | 6       | 0       | —    | —    | 28   | 4    |
| Club Brugge          | 2013–14        | Belgian Pro League      | 32   | 3    | 1            | 0            | —             | —             | 0       | 0       | —    | —    | 33   | 3    |
| Club Brugge          | 2014–15        | Belgian Pro League      | 30   | 2    | 5            | 0            | —             | —             | 11      | 0       | —    | —    | 46   | 2    |
| Club Brugge          | 2015–16        | Belgian Pro League      | 31   | 3    | 5            | 1            | —             | —             | 6       | 2       | —    | —    | 42   | 6    |
| Club Brugge          | Tổng           | Tổng                    | 149  | 15   | 14           | 2            | —             | —             | 35      | 3       | —    | —    | 198  | 20   |
| Paris Saint-Germain  | 2016–17        | Ligue 1                 | 22   | 1    | 4            | 0            | 3             | 0             | 6       | 1       | 1    | 0    | 36   | 2    |
| Paris Saint-Germain  | 2017–18        | Ligue 1                 | 24   | 4    | 5            | 0            | 3             | 1             | 1       | 0       | 1    | 0    | 34   | 5    |
| Paris Saint-Germain  | 2018–19        | Ligue 1                 | 22   | 3    | 3            | 1            | 1             | 0             | 5       | 1       | 0    | 0    | 31   | 5    |
| Paris Saint-Germain  | 2019–20        | Ligue 1                 | 16   | 0    | 3            | 0            | 2             | 0             | 5       | 1       | 1    | 0    | 27   | 1    |
| Paris Saint-Germain  | Tổng           | Tổng                    | 84   | 8    | 15           | 1            | 9             | 1             | 17      | 3       | 3    | 0    | 128  | 13   |
| Borussia Dortmund    | 2020–21        | Bundesliga              | 21   | 1    | 4            | 0            | —             | —             | 7       | 0       | 1    | 0    | 33   | 1    |
| Borussia Dortmund    | 2021–22        | Bundesliga              | 17   | 2    | 2            | 0            | —             | —             | 7       | 0       | 0    | 0    | 26   | 2    |
| Borussia Dortmund    | 2022–23        | Bundesliga              | 10   | 0    | 2            | 0            | —             | —             | 4       | 0       | —    | —    | 16   | 0    |
| Borussia Dortmund    | 2023–24        | Bundesliga              | 8    | 0    | 0            | 0            | —             | —             | 0       | 0       | —    | —    | 8    | 0    |
| Borussia Dortmund    | Tổng           | Tổng                    | 56   | 3    | 8            | 0            | —             | —             | 18      | 0       | 1    | 0    | 83   | 3    |
| Borussia Dortmund II | 2022–23        | 3. Liga                 | 2    | 0    | —            | —            | —             | —             | —       | —       | —    | —    | 2    | 0    |
| Borussia Dortmund II | 2023–24        | 3. Liga                 | 1    | 0    | —            | —            | —             | —             | —       | —       | —    | —    | 1    | 0    |
| Borussia Dortmund II | Tổng           | Tổng                    | 3    | 0    | —            | —            | —             | —             | —       | —       | —    | —    | 3    | 0    |
| Trabzonspor          | 2023–24        | Süper Lig               | 14   | 1    | 5            | 0            | —             | —             | —       | —       | —    | —    | 19   | 1    |
| Tổng sự nghiệp       | Tổng sự nghiệp | Tổng sự nghiệp          | 355  | 42   | 45           | 3            | 9             | 1             | 70      | 6       | 4    | 0    | 483  | 52   |

1. ↑  Bao gồm Belgian Cup, Coupe de France, DFB-Pokal, Turkish Cup
2. ↑  Bao gồm Coupe de la Ligue
3. 1 2 3  Ra sân tại UEFA Europa League
4. ↑  2 lần ra sân tại UEFA Champions League, 4 lần ra sân tại UEFA Europa League
5. 1 2 3 4 5 6  Ra sân tại UEFA Champions League
6. 1 2 3  Ra sân tại Trophée des Champions
7. ↑  Ra sân tại DFL-Supercup
8. ↑  6 lần ra sân tại UEFA Champions League, 1 lần ra sân tại UEFA Europa League

### Quốc tế
Tính đến 8 tháng 7 năm 2024
| Đội tuyển quốc gia | Năm  | Trận | Bàn |
| ------------------ | ---- | ---- | --- |
| Bỉ                 | 2013 | 2    | 0   |
| Bỉ                 | 2014 | 1    | 0   |
| Bỉ                 | 2015 | 2    | 0   |
| Bỉ                 | 2016 | 10   | 1   |
| Bỉ                 | 2017 | 6    | 4   |
| Bỉ                 | 2018 | 15   | 1   |
| Bỉ                 | 2019 | 4    | 1   |
| Bỉ                 | 2020 | 4    | 0   |
| Bỉ                 | 2021 | 10   | 1   |
| Bỉ                 | 2022 | 8    | 0   |
| Bỉ                 | 2023 | 0    | 0   |
| Bỉ                 | 2024 | 4    | 0   |
| Tổng               | Tổng | 66   | 8   |

Tính đến 8 June 2024. Tỷ số của Bỉ được ghi trước, cột bàn thắng biểu thị tỷ số sau mỗi bàn thắng của Meunier.
| STT | Ngày                 | Địa điểm                                              | Số trận | Đối thủ              | Bàn thắng | Kết quả | Giải đấu                      |
| --- | -------------------- | ----------------------------------------------------- | ------- | -------------------- | --------- | ------- | ----------------------------- |
| 1   | 14 tháng 11 năm 2016 | Sân vận động Nhà vua Baudouin, Brussels, Bỉ           | 15      | Estonia              | 1–0       | 8–1     | Vòng loại FIFA World Cup 2018 |
| 2   | 31 tháng 8 năm 2017  | Sân vận động Maurice Dufrasne, Liege, Bỉ              | 16      | Gibraltar            | 2–0       | 9–0     | Vòng loại FIFA World Cup 2018 |
| 3   | 31 tháng 8 năm 2017  | Sân vận động Maurice Dufrasne, Liege, Bỉ              | 16      | Gibraltar            | 7–0       | 9–0     | Vòng loại FIFA World Cup 2018 |
| 4   | 31 tháng 8 năm 2017  | Sân vận động Maurice Dufrasne, Liege, Bỉ              | 16      | Gibraltar            | 8–0       | 9–0     | Vòng loại FIFA World Cup 2018 |
| 5   | 7 tháng 10 năm 2017  | Sân vận động Grbavica, Sarajevo, Bosna và Hercegovina | 18      | Bosna và Hercegovina | 1–0       | 4–3     | Vòng loại FIFA World Cup 2018 |
| 6   | 14 tháng 7 năm 2018  | Sân vận động Krestovsky, Saint Petersburg, Nga        | 30      | Anh                  | 1–0       | 2–0     | FIFA World Cup 2018           |
| 7   | 13 tháng 10 năm 2019 | Astana Arena, Nur-Sultan, Kazakhstan                  | 40      | Kazakhstan           | 2–0       | 2–0     | Vòng loại UEFA Euro 2020      |
| 8   | 12 tháng 6 năm 2021  | Sân vận động Krestovsky, Saint Petersburg, Nga        | 48      | Nga                  | 2–0       | 3–0     | UEFA Euro 2020                |

## Danh hiệu

### Câu lạc bộ
Club Brugge
- Belgian Pro League: 2015–16
- Belgian Cup: 2014–15

Paris Saint Germain
- Ligue 1: 2017–18,[135] 2018–19,[136] 2019–20[137]
- Coupe de France: 2017–18,[138] 2019–20; á quân: 2018–19[139]
- Coupe de la Ligue: 2016–17, 2017–18, 2019–20
- Trophée des Champions: 2016, 2017, 2019[140]
- Á quân UEFA Champions League : 2019–20

Borussia Dortmund
- DFB-Pokal: 2020–21

Trabzonspor
- Á quân Turkish Cup : 2023–24

### Quốc tế
Bỉ
- Hạng ba FIFA World Cup 2018[27]

### Cá nhân
- Godefroid of Honour: 2016[141]
- Marca/Forbes World Cup All-Star team: 2018[142][143]

## Cuộc sống cá nhân
Khi còn nhỏ, Meunier thần tượng nhà vô địch World Cup người Brazil Ronaldo, nói: "Anh ấy phát triển, giống như tôi, ở vị trí tiền đạo trung tâm. Tôi thích phong cách chơi và khả năng rê bóng của anh ấy" . Trong một cuộc phỏng vấn, anh được trích dẫn rằng anh ủng hộ Anderlecht hồi nhỏ, nhưng điều này không chính xác. Meunier tiết lộ rằng anh không có một tuổi thơ yên bình: bố mẹ anh ly hôn khi anh còn là một thiếu niên và bắt đầu cuộc sống mới với mẹ và chị gái. Khi ở Virton, Meunier làm việc bán thời gian tại một nhà máy sản xuất ô tô và làm người đưa thư, đồng thờinhận bằng tốt nghiệp hoàn thành chương trình học. Ngoài bóng đá, anh còn là người yêu thích nghệ thuật. Anh mở một cơ sở kinh doanh ăn uống ở quê hương Bastogne và đã nghĩ đến việc trở thành thợ làm bánh sau khi sự nghiệp bóng đá của anh kết thúc.
Meunier nói thông thạo tiếng Pháp, tiếng Hà Lan, tiếng Anh và tiếng Đức. Vào tháng 11 năm 2012, Meunier bị phạt 120 euro và bị cấm lái xe 13 ngày sau khi chạy quá tốc độ. Sau khi bị kết án, Meunier bắt đầu học lái xe trở lại.
Meunier đang trong mối quan hệ với Deborah Panzokou, và quen cô ấy từ thời trung học. Vào tháng 5 năm 2015, có thông báo rằng cặp đôi đang chờ đợi đứa con đầu lòng. Deborah sinh ra bé trai Landrys (sinh vào tháng 12 năm 2015). Vào tháng 10 năm 2017, có thông báo rằng cặp đôi đang chờ đợi đứa con thứ hai chào đời vào tháng 4 năm 2018.